# 지하 저장 탱크

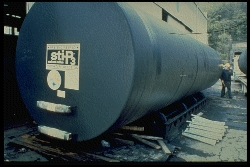
지하에 설치하기 전 공장 도장과 유도 음극 방식을 갖춘 수평 원통형 강철 탱크.

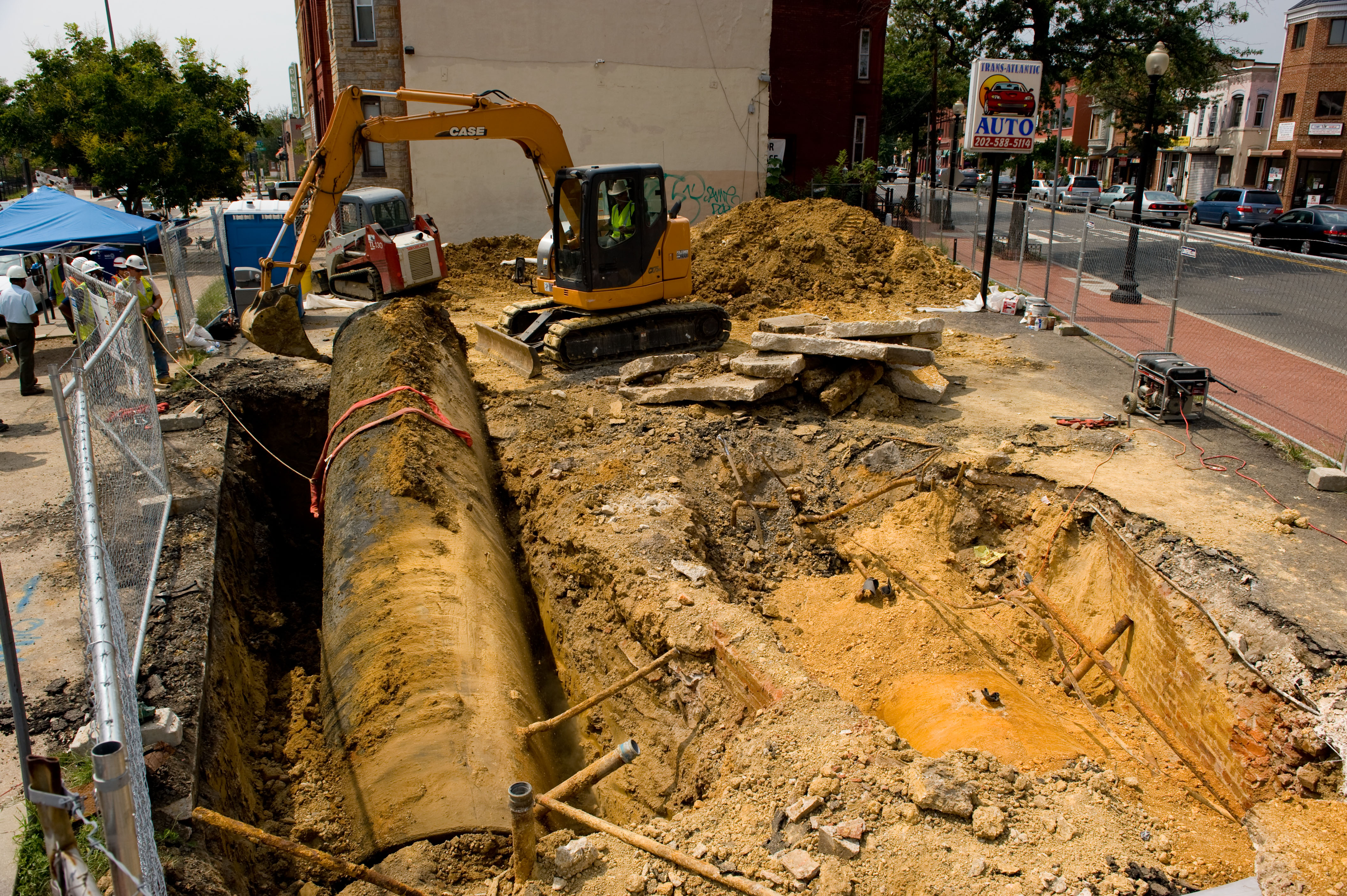
워싱턴 D.C.에서의 지하 저장 탱크 제거 작업

지하 저장 탱크(Underground storage tank, UST)는 미국 연방 규정에 따라, 탱크에 연결된 모든 지하 배관을 포함하여 부피의 최소 10%가 지하에 있는 저장 탱크를 의미한다.

## 미국 연방법의 정의 및 규제
"지하 저장 탱크" 또는 "UST"는 규제 대상 물질을 보관하는 데 사용되는 연결된 지하 파이프를 포함한 모든 탱크의 조합으로, 지하 파이프의 부피를 포함한 전체 부피의 10% 이상이 지표면 아래에 있는 것을 의미한다. 여기에는 상업적 목적이 아닌 자동차 연료 저장에 사용되는 1,100갤런 이하 용량의 농장 또는 주거용 탱크, 현장에서 소비하기 위한 난방유 저장 탱크, 또는 정화조 등은 포함되지 않는다.
UST는 미국 환경보호청에서 규제하여 석유 또는 기타 위험 물질의 누출과 그로 인한 지하수 및 흙 오염을 방지한다. 1984년 미국 의회는 지하 저장 탱크에 대한 부제 I을 포함하도록 자원 보존 및 복구법을 개정하고, 미국 환경보호청(EPA)에 탱크를 규제하도록 요구했다. 1985년에 시행되었을 때 미국에는 2백만 개 이상의 탱크와 750,000명 이상의 소유자 및 운영자가 있었다. 이 프로그램에는 이 책임을 감독하기 위해 90명의 직원이 배정되었다. 1988년 9월 EPA는 초기 지하 저장 탱크 규정을 발표했으며, 여기에는 모든 운영자가 유출 방지 및 누출 감지 장비로 UST를 업그레이드해야 하는 10년 단계별 도입 기간이 포함되었다.
미국에서 사용되는 UST에 대해 EPA와 주는 공동으로 탱크 운영자에게 지하 탱크 운영과 관련된 모든 방출 또는 누출에 대한 재정적 책임을 지도록 요구한다. 탱크를 계속 운영하기 위한 조건으로 UST 보험, 채권 또는 기타 지불 능력을 통해 모든 방출에 대한 지불 능력이 입증되어야 한다.
EPA는 1988년 이후 첫 주요 변경 사항인 2015년 UST 및 주 프로그램 승인 규정을 업데이트했다. 개정은 UST 장비의 적절한 작동 및 유지보수에 대한 강조를 강화한다. 개정은 지하수 오염의 주요 원인인 UST 방출을 방지하고 감지하는 데 도움이 될 것이다. 또한 개정은 인디언 국가의 UST를 포함한 미국 내 모든 UST가 동일한 최소 기준을 충족하도록 보장하는 데 도움이 될 것이다. 변경 사항은 2005년 에너지 정책법의 주요 부분과 유사한 연방 요구 사항을 설정했다. 또한 EPA는 새로운 운영 및 유지보수 요구 사항을 추가하고 1988년 UST 규정에서 유예된 UST 시스템을 해결했다. 변경 사항은 다음과 같다.
- 신규 및 교체 탱크 및 배관에 대한 2차 격납 요구 사항 추가
- 운영자 교육 요구 사항 추가
- UST 시스템에 대한 주기적인 작동 및 유지보수 요구 사항 추가
- 특정 바이오 연료 혼합물 저장 전에 UST 시스템 호환성을 보장하는 요구 사항 추가
- 비상 발전기 탱크, 현장 건설 탱크, 공항 급유 시스템에 대한 과거 유예 제거
- 실무 지침 업데이트
- 편집 및 기술적 수정.[6]

## 탱크 유형
지하 저장 탱크는 네 가지 유형으로 나뉜다.
1. 강철/알루미늄 탱크는 대부분의 주에서 제조업체가 생산하며 강철 탱크 연구소에서 정한 표준을 준수한다.
2. 복합 적층 탱크는 금속 탱크(알루미늄/강철)에 유리섬유/아라미드 또는 탄소 섬유와 같은 필라멘트 와인딩 또는 부식 방지를 위한 금속 실린더 주변의 플라스틱 복합체와 간극 공간을 형성한다.
3. 복합 재료, 유리섬유/아라미드 또는 탄소 섬유로 만들어진 탱크로, 금속 라이너(알루미늄 또는 강철)가 있다. 금속 매트릭스 복합재를 참조한다.
4. 열가소성 플라스틱 폴리머 라이너를 갖춘 탄소 섬유와 같은 복합 탱크. 회전 성형 및 섬유 강화 플라스틱(FRP)을 참조한다.

물 저장용 지하 저장 탱크는 전통적으로 물탱크라고 불리며 일반적으로 벽돌과 모르타르 또는 콘크리트로 건설된다.

## 석유 지하 저장 탱크
석유 UST는 북미 전역의 자동차 주유소와 미군에서 사용된다. 많은 탱크에서 누출이 발생하여 석유가 흙과 지하수를 오염시키고 건물로 증기 형태로 유입되어 브라운필드 또는 슈퍼펀드 부지가 되었다. 1980년 이전에 설치된 많은 UST는 노출된 강철 파이프로 구성되어 시간이 지남에 따라 부식되었다. 설치 불량도 탱크 또는 배관의 구조적 결함을 유발하여 누출을 유발할 수 있다.

### 미국에서의 규제
1984년 자원 보존 및 복구법 (RCRA) 개정안인 위험 및 고형 폐기물 개정안은 EPA에 자동차 연료의 지하 저장을 규제하도록 요구하여, UST 시스템 소유자 및 운영자에게 석유 오염으로 손상된 부지를 확인, 유지보수 및 정화하도록 의무화하여 환경 피해를 최소화하고 방지했다.
1988년 12월, EPA는 소유자에게 지하 저장 탱크를 찾거나 제거하거나 업그레이드하거나 교체하도록 요구하는 규정을 발효했다. 각 주는 자체 관할 구역 내에서 이러한 프로그램을 설정하고, 지하 석유 누출 정화에 대해 소유자에게 보상하고, 설치자에 대한 표준 및 라이선스를 설정하고, 지하 탱크를 등록 및 검사할 권한이 주어졌다.
UST에 대한 대부분의 업그레이드는 부식 제어(음극 방식, 내부 라이닝, 또는 음극 방식 및 내부 라이닝의 조합), 과충전 방지(탱크 충전 작업 중 탱크의 과충전을 방지하기 위해), 기름 유출 방지(충전 시 유출 방지), 탱크 및 배관 모두에 대한 누출 감지로 구성되었다.
많은 UST가 10년 프로그램 동안 교체 없이 제거되었다. 수천 개의 오래된 지하 탱크는 부식 방지 재료(예: 유리섬유, 두꺼운 섬유 강화 플라스틱 쉘로 클래드된 강철, 유도 양극이 있는 잘 코팅된 강철)로 만들어진 새 탱크로 교체되었으며, 다른 탱크는 두 개의 탱크 벽 사이에 간극을 형성하는 이중 벽 탱크(탱크 내부의 탱크)로 건설되어 진공, 압력 또는 액체 센서 프로브를 사용하여 간극을 모니터링하여 내부 또는 외부 탱크 벽에서 누출을 감지할 수 있도록 했다. 배관은 같은 기간 동안 교체되었으며, 새로운 배관의 대부분은 이중 벽 구조로 유리섬유 또는 플라스틱 재료로 만들어졌다.
작은 누출을 감지할 수 있는 탱크 모니터링 시스템(95% 이상의 감지 확률과 5% 이하의 오경보 확률로 시간당 0.1갤런을 감지할 수 있어야 함)이 설치되었으며, 다른 방법이 채택되어 탱크 운영자에게 누출 및 잠재적 누출을 경고했다.
미국 규정은 UST 음극 방식 시스템이 음극 방식 전문가에 의해 테스트되어야 하며(최소 3년마다), 시스템이 지속적으로 규정을 준수하는 작동을 보장하기 위해 모니터링되어야 한다고 요구했다.
일부 산업 소유자는 이전에 지하 탱크에 연료를 저장했지만, 연료 저장 모니터링을 요구하는 환경 규제를 피하기 위해 지상 탱크로 전환했다. 그러나 많은 주는 대중에게 재판매할 자동차 연료의 지상 저장을 허용하지 않는다.
EPA 지하 저장 탱크 프로그램은 매우 성공적이었다고 여겨진다.틀:According to whom 지하 탱크의 전국 재고는 절반 이상 감소했으며, 나머지는 훨씬 더 안전한 기준으로 교체되거나 업그레이드되었다. 2008년 기준 미국 내 약 100만 개의 지하 저장 탱크 부지 중 대부분이 특정 종류의 연료를 취급했으며, 약 50만 개에서 누출이 발생한 것으로 추정된다. 2009년 기준, 연방 규정을 적용받는 223,000개의 부지에 약 600,000개의 활성 UST가 있었다.
2012년 EPA는 석유 증기 침투에 취약한 건물을 스크리닝하는 방법을 발표했으며, 2015년 6월 마침내
"지하 증기원으로부터 실내 공기로의 증기 침투 경로 평가 및 완화에 대한 기술 안내서"
및 "지하 저장 탱크 누출로 인한 석유 증기 침투 문제 해결을 위한 기술 안내서"를 발표했다.

### 영국에서의 정의
미국과 마찬가지로 영국은 전체 잠재 부피의 10%가 지하에 있는 탱크를 지하 탱크로 정의한다.

### 영국에서의 지하 탱크 해체
환경청이 정한 지하 탱크 해체 요건은 연료 저장에 사용되는 탱크뿐만 아니라 모든 지하 저장 탱크에 적용된다. 블루 북과 PETEL 65/34에서 광범위한 지침을 제공한다. 환경청은 더 이상 사용하지 않는 탱크는 즉시 해체해야 한다고 명시하고 있다. 이 과정에는 UST 시스템(탱크와 연결된 부속품) 전체를 폐쇄 및 제거하는 것과 개별 탱크 또는 파이프 길이를 교체하는 것이 모두 포함된다. 탱크 해체가 영구적이든 임시적이든 상관없이 탱크와 모든 구성 요소가 오염을 유발하지 않도록 해야 한다. 이는 탱크 제거 및 탱크를 불활성 물질로 채우는 경우 모두 해당된다.
탱크 해체는 휘발성 가스 또는 액체를 제거한 후 땅에서 제거하는 방식으로 이루어질 수 있다. 이를 탱크 바닥 작업 및 가스 제거라고 한다. 다른 옵션은 다음 중 하나로 탱크를 채우는 것이다.
- 모래 및 시멘트 슬러리
- 소수성 폼
- 포말 콘크리트

현장에 탱크를 남겨둘 계획이 있다면, 소유자는 다음 기록을 보관해야 한다.
- 탱크 용량
- 보관했던 제품
- 탱크 해체에 사용된 방법 (있는 경우)
- 해체 날짜

탱크와 배관이 석유 정제 제품에 부적합하다고 판단되면, 무결성을 먼저 확인하지 않고서는 탄화수소 기반 제품 저장에 사용해서는 안 된다.

## 같이 보기
- 석유 산업이 환경에 미치는 영향